# IV. Kelemen pápa
IV. Kelemen (Saint-Gilles-du-Gard, 1202? november 23. – Róma, 1268. november 29.) uralkodói néven kezdte meg pontifikátusát a katolikus egyház 183. pápája. A francia származású egyházfő újabb fontos sarokköve volt a pápák feletti francia befolyás növekedésének. Kelemen uralkodása alatt vált nyilvánvalóvá, hogy IV. Orbán szerződése Anjou Károllyal nem feltétlen a pápaság védelmét fogja szolgálni. Az erős francia szomszéd igazán egyetlen dologra volt alkalmas, nevezetesen arra, hogy a darabjaira hullott Német-római Birodalom helyett egy sokkal ádázabb ellenséget, Franciaországot szabadítsa a pápák nyakába. Kelemen közel négy éven át tartó pontifikátusa valójában Károly trónfoglalásával és a Hohenstaufok hattyúdalával telt el.

## Élete és pályája
Fordulatos élete valamikor a 12. század végén, egy november 23-ai napon vette kezdetét az Anjouk birtokában fekvő Saint-Gilles-du-Gard városában. Eredetileg Guy Foulques de Gros néven látta meg a napvilágot, bár nevét több nyelven is megőrizte a történetírás. Az olaszok Guido Fulcodi néven említik, és a de Gros tagot neve után szinte minden nyelv a maga formájára fordította, ez ugyanis a hosszas életutat bejárt Guy gúnyneve volt, és Kövéret jelentett. 

Nemesi származása volt, akinek édesanyja már igen korán meghalt, mire édesapja, Foulquois lovagja vezeklésképpen szerzetesi esküt tett egy karthauzi kolostorban. Az ifjú Guy tehát már korán magára maradt. Hamarosan megnősült, és apja nyomdokain beállt a seregbe. Később megunta a katonáskodást, és jogot kezdett tanulni a párizsi egyetemen. Durandus tanítványaként hamar kiváló teljesítménnyel végezte az egyetemet, és ügyvédi praktizálása nyomán az egész országban elismert jogász és tudós ember hírében állt. Kiváló írásai és éleslátása végül felhívta IX. Lajos, francia király figyelmét. Lajos az udvarában adott neki szállást és munkát. Évek múltán a szent uralkodó bizalmasa lett és egyike lett a király nagyhatalmú minisztereinek.
Sikereinek felesége halála vetett véget. Amikor Guy párja meghalt és két leányával egyedül maradt, úgy határozott, hogy apja mintáját fogja követni, és az Úr szolgálatába áll. Felszentelése után, nem minden külső segítség nélkül igen gyorsan haladt előre az egyházi ranglétrán. 1256-ban Puy püspöke lett, majd 1259-ben Narbonne érsekévé szentelték fel. Guy érsek volt az első bíboros, akit IV. Orbán pápa felszentelt annak érdekében, hogy egyrészt a bíborosi kollégium kibővüljön, másrészt, hogy befolyása növekedjen a testületen belül. 1261 decemberében tehát Orbán Sabina püspök-bíborosává szentelte fel őt IV. Orbán. 1262-ben Angliába utazott az egyházfő legátusaként, ahonnan a bíborosi kollégium hívására tért haza két év múltán.
Orbán halála után a konklávé Perugiában ült össze, hogy megvitassa a pápai trón sorsát. A négy hónapon át tartó tanácskozásnak azonban ezúttal nemcsak a Szentszék volt a tétje, hanem az is, hogy a klérus valóban Anjou Károly mellett teszi-e le a lantot. Az energikus herceg és Orbán között létrejött szerződést ugyanis ha valamikor, akkor a konklávé után fel lehetett mondani, de ha már elfoglalta Szicília trónját, késő lesz. A bíborosok közül sokan még mindig a Hohenstaufok mellett álltak. Végül a vitát a klérus nem döntötte el, hanem Guy bíborosra hagyta a döntést. 1265. február 5-én egyhangúlag őt választotta meg a kollégium. Guy tisztában volt vele, hogy az ő kezébe került a döntés joga: Anjouk vagy Hohenstaufok álljanak-e a Pápai Állam déli határainál. Sokáig próbálta visszautasítani a megtisztelő hivatalt, de a bíborosok nem engedték, így a születésnapján ünnepelt Szent Kelemen tiszteletére felvette a IV. Kelemen uralkodói nevet, és február 22-én, a viterbói koronázási ceremónia után nekilátott az egyház irányításának.

## Az Anjou szomszéd alapítója
Kelemen tehát 1265-ben kezdte meg az Itália politikai térképének átalakulásával járó pontifikátusát. Trónra lépése után nem sokkal valósággal elkápráztatta a korabeli krónikásokat. Első pápai cselekedete az volt, hogy elhatárolja saját magát családjától. Dekrétumban tiltotta meg, hogy rokonai hivatalt kapjanat a kúriánál és azt is, hogy befolyásával világi hatalmukat gyarapítsák. Amikor lányai eladósorba kerültek, Kelemen nem győzte hangoztatni, hogy a kérők ne is álmodjanak busás hozományról, és vegyék tudomásul, hogy nem a pápa leányát veszik feleségül, hanem Guy Foulquois leányát. A két leány egyébként később egyaránt zárdába vonult vissza.
Kelemen viszonylag rövid uralkodása alatt elsősorban a Patrimonium Petri déli szomszédjának trónviszályával foglalkozott. Nápoly élére még Kelemen elődje, a szintén francia IV. Orbán pápa szerződött Anjou Károllyal, IX. Lajos francia király testvérével. A szerződés nemcsak a Laterán függetlenségét biztosította, de Szicília és Nápoly hűbérurává is tette a pápát. Orbán műve azonban halála miatt nem teljesedhetett ki, és a döntés joga Kelemen kezébe került. A klérus pártatlan maradt, a pápa pedig nem csinált nagy ügyet a döntésből, hiszen a Hohenstaufok utolsó szilárd trónja egyre inkább fenyegette a Pápai Államot. A szicíliai trónon a törvények alapján II. Frigyes unokája, IV. Konrád fia, Konradin ült, de a királynak sokkal égetőbb problémái voltak a család német birtokain. Konradin császári trónja ugyanis megdőlt, sőt később reménytelenül el is veszett. Amíg ő északon küzdött a dinasztia jogaiért, délen nagybátyja, Manfréd, Szicília régense és királya tartotta kézben a kormányt. A déli régensről mindenki úgy vélte, hogy sikerei elsősorban apja eredményeinek köszönhetőek — Manfréd Frigyes erős seregére és alapos bürokráciájára támaszkodva verte vissza a pápák sorozatos próbálkozásait.
Kelemen folytatta a tárgyalásokat Anjou Károllyal, és a koldulórendek hamarosan keresztes háborút hirdettek Manfréd ellen. A háború indoka az volt, hogy a szicíliai régens előszeretettel bérelt fel szaracénok zsoldosokat. A harcot a pápa szentesítette, és Anjou Károly hamarosan erős sereggel jelent meg Rómában. A flottával érkező herceg a városban Kelemen követeivel újra megerősítette a szerződés pontjait, majd 1266. január 6-án a Szent Péter-bazilikában Nápoly királyává koronázták. Egyes források szerint maga a pápa tette Károly fejére a koronát, de valószínűbb, hogy az ellenséges közhangulat miatt Kelemen Viterbóból figyelte az eseményeket.
A főseregek február 22-én mérték össze erejüket a beneventói csatában. A kor egyik leghatalmasabb és legvéresebb ütközetében Károly győzedelmeskedett. A harcmezőn holtan találták meg Manfrédot is. Nápoly megnyitotta kapuit Károly előtt, és ezzel megkezdődött az Anjou-ház uralma a városban. De nem minden ment úgy, ahogyan Kelemen elképzelte. Hamar fény derült arra, hogy Károly nem sok mindenben hasonlít szentté avatott bátyjára. A nagyszerű hadvezér ugyanis kegyetlen zsarnokká vált. Vérengzései miatt a pápának többször is meg kellett feddnie az új királyt. Az egyházfő mindennek ellenére kitartott Károly mellett. Amikor Konradin a veszett német trón helyettesítésére gyorsan délre utazott, hogy mentse, ami még menthető, Kelemen Frigyes jogos örökösének minden kérését és vádját elutasította. Noha Konradin Itáliába érkezése új tüzet szított a ghibellin párt tagjaiban, a pápa a krónikák szerint azt mondta róla, hogy dicsősége úgy fog szertefoszlani, mint a füst.
Konradin a megmaradt szicíliai sereg élére állt, és több ghibellin nemes csatlakozott hozzá. A Hohenstaufok Szicíliájának utolsó csatáját 1268. augusztus 23-án Tagliacozzonál vívták meg. Károly fölényes diadalt aratott, magát Konradint is elfogta, majd október 29-én Nápoly piacterén lefejeztette. Ezzel új fejezet kezdődött Dél-Itáliában: megalakult az Anjouk Kettős Királysága, és ugyanúgy új fejezet kezdődött a pápaság történetében is.
Konradin halálát elbeszélve több forrás is hivatkozik Kelemen szavaira. Többek szerint a pápa buzdította Károlyt a kivégzésre, míg mások szerint Kelemen a herceg száműzetése mellett kardoskodott. Egyik levelében a következőkkel érvelt Konradin életben tartása mellett: „Konradin élete vagy halála Károly életét vagy halálát jelenti.” Később bebizonyosodott, hogy mindezek csak kitalációk és hiteltelen információk voltak. A pápa elítélte ugyan Konradin kivégzését, de Szent Lajos királlyal együtt tudomásul vette a történteket. Kelemen 1268. november 29-én halt meg; éppen egy hónappal élte túl Konradint. A rossz nyelvek egyébként ezt sem tartották véletlennek, és a pápa égi büntetését látták benne. A viterbói dominikánus templomban temették el. Uralkodása után a francia befolyás növekedésével a bíborosi kollégium döntésképtelenné vált, így halálát közel hároméves interregnum követte.

## Művei
- Documenta Catholica Omnia (latin nyelven). (Hozzáférés: 2011. december 6.)